# Hydrophis macdowelli
Hydrophis macdowelli är en ormart som beskrevs av Kharin 1983. Hydrophis macdowelli ingår i släktet Hydrophis och familjen giftsnokar och underfamiljen havsormar. Inga underarter finns listade i Catalogue of Life.
Denna orm förekommer i havet vid norra Australien, södra Nya Guinea och Nya Kaledonien. Individerna dyker till ett djup av 26 meter. De har fiskar som byten. Hydrophis macdowelli lever i områden med sand på havets botten som är täckt av några alger. Honor lägger inga ägg utan föder levande ungar.
Flera exemplar dör som bifångst under fiske. Hela populationen antas vara stor. IUCN kategoriserar arten globalt som livskraftig.